# 파드마 부샨

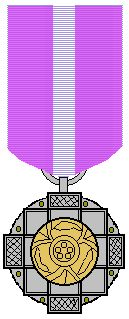

파드마 부샨(Padma Bhushan)는 인도의 훈장이다. 민간인에게 수훈하는 훈장으로는 3번째 격식을 가진다. 1954년 1월 2일에 제정된 이 상은 "인종, 직업, 직위, 성별의 구별 없이...고위급 공로"에 대해 수여된다. 수여 기준에는 의사와 과학자를 포함한 "공무원이 제공하는 서비스를 포함한 모든 분야의 서비스"가 포함되지만 공공 부문 사업체와 일하는 사람들은 제외된다. 2020년 기준으로 24명의 사후 수상자와 97명의 비시민권자 등 1270명이 수상했다. 매년 공화국의 날에 인도 정부에서 수여한다.